# شارع 29 (فلم)
شارع 29 (بالإنجليزية: 29th Street) هو فيلم درامي كوميدي أمريكي صدر عام 1991. من تأليف وإخراج جورج جالو وبطولة داني آيللو وأنتوني لاباجليا وليني كازان. تم اقتباسه من قصة فرانك بيشي وجيمس فرانسيسكوس.

## الممثلون
- داني أيلو مثل فرانك بيسكي الأب.
- أنتوني لاباليا بدور فرانك بيسكي جونيور.
- ليني كازان بدور السيدة. بيسكي
- فرانك بيس مثل فيتو بيسكي
- روبرت فورستر في دور الرقيب. تارتاليا
- رون كاراباتسوس في دور فيلي ذا ناب
- ريك أيلو في دور جيمي فيتيلو
- فيك ماني بدور لوي توتشي
- بول لازار في دور إبرة الأنف نيبوتن
- بيت أنتيكو في دور توني
- دونا ماجناني بدور مادلين بيسكي

## وصلات خارجية
- شارع 29 على موقع IMDb (الإنجليزية)
- شارع 29 على موقع روتن توميتوز (الإنجليزية)
- شارع 29 على موقع نتفليكس (الإنجليزية)
- شارع 29 على موقع ألو سيني (الفرنسية)
- شارع 29 على موقع Turner Classic Movies (الإنجليزية)
- شارع 29 على موقع أول موفي (الإنجليزية)
- شارع 29 على موقع بوكس أوفيس موجو (الإنجليزية)
- شارع 29 على موقع فيلمافينيتي (الإسبانية)
- شارع 29 على موقع قاعدة بيانات الفيلم (الإنجليزية)
- شارع 29 على موقع ليتربوكسد (الإنجليزية)